# 葛生駅
葛生駅（くずうえき）は、栃木県佐野市葛生東にある東武鉄道佐野線の駅。同線の終点である。駅番号はTI 39。
東武鉄道の旅客案内（路線図・駅名標など）や『鉄道要覧』において使用されている公式表記は、略字の「葛(艹日匂)」を用いた「葛生駅」である。ただし、表示上の制約から東武鉄道の公式サイト内でも正字の「葛(艹曷)」と表記が混在しているほか、文献によっても揺らぎがある。

## 年表
- 1889年（明治22年）6月23日：安蘇馬車鉄道の（仮）葛生 - 吉水間が開業[3][注釈 1]。
- 1890年（明治23年）4月10日：葛生 - （仮）葛生間が開業し[3]、（旧）佐野までの運転開始。（仮）葛生駅廃止。
- 1894年（明治27年）3月20日：葛生 - 越名河岸間の馬車鉄道廃止。佐野鉄道として葛生 - 越名河岸間の鉄道開業[1]し、佐野鉄道の葛生駅として改めて開業[注釈 2]。
- 1912年（明治45年）3月30日：東武鉄道が佐野鉄道を合併、佐野線とする[1]。
- 1914年（大正3年）10月16日：旧佐野鉄道区間の軌間変更（2フィート6インチより3フィート6インチ）完了により、館林 - 葛生間直通運転開始[7]。
- 1986年（昭和61年）10月21日：貨物取扱いを廃止。
- 1997年（平成9年）10月1日：会沢線当駅 - 上白石駅間廃止。
- 2007年（平成19年）3月18日：ICカード「PASMO」の利用が可能となる。
- 2012年（平成24年）3月17日：TI 39の駅ナンバリングを導入。
- 2013年（平成25年）7月：駅南側の東武鉄道の鉄道貨物ヤード跡地にて、最大出力約1000 kWのメガソーラーが稼働開始[8]。
- 2014年（平成26年）9月27日：新駅舎の使用を開始。

### 貨物ターミナルとして
かつては、当駅より先に会沢線・大叶線・日鉄鉱業羽鶴専用線・住友セメント専用線の四つの貨物線が延び、石灰、セメント、ドロマイトを輸送していた。セメントは佐野線・伊勢崎線を経て業平橋駅まで輸送された。
貨物輸送が廃止された後は設備のほとんどが撤去されているが、広い構内がその名残をとどめている。2013年には空地を活用して太陽光発電パネルが設置され「葛生太陽光発電所」となっている。
貨物輸送の全盛期には駅員が80名在籍し構内には旅客用も含め20本の線路があり、東武鉄道で最大のターミナル駅であった。その時期に当駅 - 多田間の複線化の予定もあり、その用地は国道293号沿いに確保されている。

## 駅構造
単式ホーム1面1線と留置線3線を有する地上駅。ホーム屋根は改札側から2両分のみ設置されている。
普通列車でのワンマン運転開始後の2006年（平成18年）8月より、運転士に出発信号機が開通したことを知らせるメロディ（「静かな湖畔の森の影から」）が流れるようになった。発車メロディの役割も果たしているが、発車した後も信号の現示が赤に変わるまで流れるので、正確には発車メロディではない。
留置線のうち1線は非電化である。夜間、当駅に到着した特急「リバティりょうもう」と、上り終電発車後に当駅に到着した普通列車は駅構内で夜間滞泊する。事業用車両は非電化の留置線に留置される場合がある。
駅舎は線路の西側にあり、ホームとはスロープで連絡しているため段差はない。自動改札機は設置されていないが、ICカード簡易改札機と自動券売機は設置されている。有人駅ではあるが、時間帯によっては駅員がいないことがある。

### のりば
| 番線 | 路線   | 行先     |
| ---- | ------ | -------- |
| 1    | 佐野線 | 館林方面 |

- 単式ホームであるものの、案内標にはのりば番号として「1」の記載がある。これは東武ワールドスクウェア駅や大師前駅も同様である。

## 利用状況
2024年度の一日平均乗降人員は653人である。
近年の1日平均乗降人員の推移は下表の通りである｡
| 年度               | 1日平均 乗降人員 | 出典       |
| ------------------ | ---------------- | ---------- |
| 1998年（平成10年） | 2,580            |            |
| 1999年（平成11年） | 2,290            |            |
| 2000年（平成12年） | 2,159            |            |
| 2001年（平成13年） | 2,047            |            |
| 2002年（平成14年） | 1,951            |            |
| 2003年（平成15年） | 1,793            |            |
| 2004年（平成16年） | 1,551            |            |
| 2005年（平成17年） | 1,397            |            |
| 2006年（平成18年） | 1,385            |            |
| 2007年（平成19年） | 1,383            |            |
| 2008年（平成20年） | 1,390            |            |
| 2009年（平成21年） | 1,320            |            |
| 2010年（平成22年） | 1,206            |            |
| 2011年（平成23年） | 1,137            |            |
| 2012年（平成24年） | 1,135            |            |
| 2013年（平成25年） | 1,134            |            |
| 2014年（平成26年） | 1,041            |            |
| 2015年（平成27年） | 1,028            |            |
| 2016年（平成28年） | 1,002            |            |
| 2017年（平成29年） | 983              |            |
| 2018年（平成30年） | 937              |            |
| 2019年（令和元年） | 936              |            |
| 2020年（令和02年） | 734              |            |
| 2021年（令和03年） | 755              | [ 東武 2 ] |
| 2022年（令和04年） | 668              | [ 東武 3 ] |
| 2023年（令和05年） | 642              | [ 東武 4 ] |
| 2024年（令和06年） | 653              | [ 東武 1 ] |

## バス
駅南の踏切脇にあるバスの回転場が「葛生駅南バス回転場」停留所であり、下記の各路線が発着する。
| 停留所             | 運行事業者                          | 系統                          | 行先   |
| ------------------ | ----------------------------------- | ----------------------------- | ------ |
| 葛生駅南バス回転場 | 佐野市生活路線バス （さーのって号） | 田沼葛生線4系統・5系統・6系統 | 佐野駅 |

## 駅周辺
- 佐野市葛生行政センター（旧・葛生町役場→佐野市役所葛生庁舎）
- 佐野市立葛生図書館
- 葛生郵便局
- 佐野警察署葛生交番
- 佐野市消防団葛生分団第22分団1班
- 秋山川
- 嘉多山公園
- 佐野市立吉澤記念美術館 - 主に地元の吉澤石灰工業から市に寄贈された陶芸品や絵画が展示されている。
- 葛生伝承館 - 節句人形・牧歌舞伎など地元の文化、芸能を扱う。入館は無料。
- 葛生化石館 - 付近特産の石灰岩とともに産出される化石や鉱物の展示があり、触れることもできる。入館は無料。
- 青藍泰斗高等学校（旧・葛生高等学校）
- 佐野市立葛生小学校
- 佐野市立葛生南小学校
- 国道293号

## 隣の駅
東武鉄道
 佐野線
- ■特急「リバティりょうもう」発着駅

■普通
多田駅 (TI 38) - 葛生駅 (TI 39)
かつて存在した路線
 会沢線（貨物線）
　葛生駅 - 上白石駅